# Johannes Biehle
Johannes Biehle (* 18. Juni 1870 in Bautzen; † 10. Januar 1941 ebenda) war Physiker, Glocken- und Orgelbauer sowie Professor und Vorsteher des Instituts für Raum- und Bau-Akustik, Kirchenbau, Orgel-, Glockenwesen und Kirchenmusik an der Technischen Hochschule Berlin sowie Dozent für Kirchenkunde an der Berliner Universität. Neben seiner wissenschaftlichen Laufbahn ist Biehle als Kirchenmusiker interessant, da sich hier seine Überlegungen und Theorien formten, die er im späteren universitären Wirken wissenschaftlich umsetzte.

## Wissenschaftliches Wirken
Biehle beschäftigte sich u. a. mit raumakustischen, orgeltechnischen und bauliturgischen Problemen. Er sah zwischen dem Blickwinkel des Architekten und den Anforderungen des Organisten eine „Wissenslücke“ klaffen, die er schloss. Seine Theorie des Kirchenbaus aus der Sicht des Kirchenmusikers, die die Problematik der Raumakustik einschloss, nahm unmittelbaren Einfluss auf den zeitgenössischen Kirchenbau.
Die Raumakustik führte Biehle zur Forschung über Glocken. So untersuchte er z. B. den Einfluss der Aufhängung schwingender Glocken auf ihre Tongebung. Daneben beschäftigte er sich auch mit historischen und technischen Themen wie der Entwicklung der Glocken-Lagerung oder mit dem zum Glockenbau benutzten Material. Er wies dabei auf die Verbindung von materieller und akustischer Reinheit hin, die bis dato noch nie wissenschaftlich untersucht worden war.

## Akademischer Lebenslauf
Biehle stammte aus einer bürgerlichen Bautzener Familie. Biehles Vater lehnte die reine berufliche Zuwendung zur Musik aus finanziellen Gründen ab und forderte von seinem Sohn, sich mit Naturwissenschaften, besonders mit der Physik, und der Technik zu befassen. Johannes Biehle schaffte es im Laufe seines Wirkens, musikalisch-kirchliche und akustische Interessen mit der physikalisch-mathematischen sowie technischen Forschung zu vereinen und damit etwas grundsätzlich Neues zu schaffen.
Sein wissenschaftliches Wirken begann in Dresden, wo er am Physikalischen Institut der Technischen Hochschule sechs Jahre arbeitete. 1916 wurde er an die Technische Hochschule Berlin berufen, an der er das Institut für Raum- und Bauakustik, Kirchenbau, Orgel-, Glockenwesen und Kirchenmusik schuf. Dort arbeitete er bis 1938. Von 1918 bis 1938 hatte er auch einen Lehrauftrag für Kirchenkunde und musikalische Liturgik an der Friedrich-Wilhelms-Universität zu Berlin inne.

## Schriften
- Theorie des Kirchenbaues vom Standpunkte d. Kirchenmusikers u. d. Redners mit e. Glockenkunde in ihrer Beziehung z. Kirchenbau. Wittenberg 1913.
- Wesen, Wertung und liturgischer Gebrauch der Glocken. Wittenberg 1916.
- Vergleichende Bewertung der Bronze- und der Gussstahl-Glocken. Dieskau 1918.
- Beiträge zur musikalischen Liturgik. Leipzig 1919.
- Der Einfluss der Aufhängung schwingender Glocken auf ihre Tongebung. Berlin 1921.
- Raumakustische, orgeltechnische und bau-liturgische Probleme. Leipzig 1922.
- Die liturgische Gleichung. Dresden 1923.
- Die Zeilenschlüsse in den Melodien des evangelischen Gesangbuches der Provinz Brandenburg. Berlin 1926.
- Die Tagung für Orgelbau in Berlin vom 27.–29. September 1928. Kassel 1929.
- Die liturgische Gleichung und die Stellung der Musik im Gottesdienste. Berlin 1931.
- Die geschichtliche Entwicklung der Glocken-Lagerung. Schweinfurt 1934.
- Das Helligkeits-Gesetz, ein Maßstab für den Klangwert der Orgel. Leipzig 1935.